# Hamida Barmaki
Hamida Barmaki (Kabul, 4 gennaio 1970 – Kabul, 28 gennaio 2011) era una nota docente di diritto e un'attivista per i diritti umani afgana. È stata uccisa in un attentato suicida insieme a tutta la sua famiglia.

## Carriera accademica
Hamida Barmaki è nata a Kabul il 4 gennaio 1970. Dopo aver frequentato la Ariana High School di Kabul (1977-1987) ha studiato legge presso la facoltà di Giurisprudenza e Scienze politiche dell'Università di Kabul. Gli eccellenti risultati negli studi le hanno permesso di divenire una delle prime donne a perseguire la carriera in ambito giudiziario in Afghanistan. Per approfondire le proprie competenze in ambito legale ha seguito il corso di specializzazione post laurea presso il Ministero della Giustizia nel 1990-1991, tornando in seguito all'Università di Kabul come docente di diritto (1992-2011).
Le sue principali aree di interesse accademico riguardano le questioni fondamentali del diritto civile.  Hamida Barmaki è stata tra i pochi studiosi afgani ad occuparsi in modo approfondito sia delle fonti islamiche della legge che di quelle romano-germaniche, che sono alla base delle leggi ibride che costituiscono il sistema legale afgano. La sua opera include numerosi articoli di riviste specialistiche e libri in lingua dari, oltre alla tesi accademica sulla “Interpretazione degli statuti” (Università di Kabul, 2002) e alla tesi di master in inglese (Università di Bologna, 2004). Il suo ultimo lavoro, un corposo volume sul diritto delle obbligazioni, viene ora completato da amici accademici. L'obiettivo del lavoro accademico di Hamida Barmaki era di contribuire ad una approfondita comprensione del complesso sistema giuridico afgano. A tal fine ha utilizzato non solo i classici metodi interpretativi della legge islamica e laica, ma è anche ricorsa all'analisi comparata del diritto come strumento per trovare soluzioni ai problemi giuridici ricorrendo ad altri sistemi giuridici, esaminando la letteratura esistente in dari, inglese ed arabo. All'università era stimata e ammirata da docenti e discenti per le sue doti analitiche e per i suoi modi pazienti e cordiali.
Dopo la laurea conseguita presso la Facoltà di Giurisprudenza dell'Università di Kabul, Hamida Barmaki ha conseguito un Master in Sviluppo, innovazione e cambiamento (MiDIC) presso l'Università di Bologna. Nel dicembre 2010 ha ottenuto una borsa di studio per un dottorato in giurisprudenza presso il Max Planck Institute di Diritto privato internazionale e comparato di Amburgo. All'interno della sua facoltà, Hamida Barmaki si è battuta per istituire un programma di master che riteneva uno strumento essenziale per la formazione di un gruppo di legali di alto livello nel paese.

## Attività politica
Hamida Barmaki si è occupata attivamente di diritti umani sin dalla giovinezza. Già in qualità di giovane giornalista per la Radio Televisione afgana (1985-1987) aveva sviluppato un interesse particolare per i diritti delle donne. Durante la Guerra Civile ha scritto un saggio su “Il ruolo delle donne nella Ricostruzione Sociale dell'Afghanistan” (Afghanistan-i-Fardah booklet, 1993). Ha affiancato la ricerca accademica ad una strenua lotta politica non violenta per promuovere i diritti delle persone più vulnerabili nella società afgana. Dopo la caduta del regime talebano ha potuto lavorare in pubblico ed è stata immediatamente nominata a ricoprire cariche importanti. È stata membro della Consulta delle donne dell'Università di Kabul (2002-2011), rappresentante nella Emergency Loya Jirga (assemblea del popolo) del 2002 e nella Jirga della Pace del 2009. Nel 2009 ha fondato un'organizzazione per i diritti umani, la “Korashan Legal Service Organisation”, che mirava in primo luogo a rendere più consapevoli i cittadini dei propri diritti e a fornire assistenza legale gratuita alle donne e ad altri gruppi emarginati. Nello stesso anno viene fatto il suo nome dal Palazzo Presidenziale come possibile candidata al Ministero degli Affari femminili.
Dal marzo 2008 fino alla sua morte,  Hamida Barmaki ha lavorato come Rappresentante del Max Planck Institute di Diritto Pubblico e Internazionale Comparato (MPIL), un istituto di ricerca con sede ad Heidelberg (Germania), con un'intensa attività a sostegno delle istituzioni giudiziarie ed universitarie in Afghanistan. Insieme ad un gruppo di ricerca afgano-tedesco ha avviato e realizzato progetti tesi a modernizzare le istituzioni giudiziarie del paese, in special modo la Corte Suprema afgana, favorendo lo sviluppo di una cultura accademica nelle scienze giuridiche a livello internazionale e migliorando la legislazione esistente.
Altri incarichi significativi da lei ricoperti includono quelli di Coordinatore di Progetto per l'Institut International Pour Les Etudes Comparatives (IIPEC), Direttore del Dipartimento di Giurisprudenza e Scienze Politiche del Centro Nazionale di Ricerca Politica dell'Università di Kabul (2006 -2008), Consulente legale del gruppo di Ricerca e Valutazione afgano (AREU) (2006), Direttore del Programma di sensibilizzazione sui diritti delle donne islamiche per The Asia Foundation (2004), Program Manager del Consiglio delle donne avvocato afgane (2003-2004), membro della Commissione Legge e Genere dell'UNIFEM (2003-2004) e Vice Preside della Facoltà di Giurisprudenza e Scienze Politiche (2002).

## Commissario per i Diritti dell'Infanzia dell'AIHRC
Nel 2009 Hamida Barmaki è stata nominata Commissario per i Diritti dell'Infanzia della Commissione Indipendente Afgana per i Diritti Umani (AIHRC), pur mantenendo il suo incarico presso il Max Planck Institute.
Attraverso la sua nuova posizione ha conseguito una fama di livello non solo nazionale, ma internazionale. Hamida Barmaki era profondamente preoccupata per la vulnerabilità dei bambini nell'Afghanistan dilaniato dalla guerra, si è recata in diverse province per consultarsi con il personale AIHRC e indagare sui casi segnalati, ha commissionato ricerche e ha criticato apertamente il governo. Uno dei risultati della sua azione è stato uno studio sull'abuso minorile che ne indicava l'incremento. Subito dopo la sua pubblicazione, Hamida Barmaki ha avviato il primo seminario MPIL-AIHRC sui diritti delle donne e dei bambini. Nel frattempo, la sua lotta contro il reclutamento di minori da parte delle forze di sicurezza afgane, dove molti subiscono violenze, e contro la pratica del bacha bazi (la schiavitù sessuale dei ragazzi) stava cominciando a produrre risultati. Un accordo al proposito tra i rappresentanti dello Stato afghano e delle Nazioni Unite doveva essere firmato due giorni dopo la sua uccisione. La professoressa Barmaki si occupava inoltre dei matrimoni tra bambini e, insieme ad attivisti della società civile, accademici e giuristi provenienti da istituzioni statali, aveva proposto diverse modalità di matrimonio e altri strumenti volti a una migliore protezione delle ragazze minorenni.
Hamida Barmaki ha anche assunto una posizione chiara nel dibattito in corso sulla rilevanza del diritto consuetudinario nel sistema giudiziario dell'Afghanistan. Sulla base della sua esperienza in molti casi di violazione dei diritti umani ha vivamente auspicato un sistema giudiziario moderno, in stile occidentale, come quello esistente prima della guerra civile afgana, e ha avversato le proposte di formalizzazione delle istituzioni e delle modalità di risoluzione dei conflitti tradizionali, come la jirga Pashtun, in cui vengono notoriamente ignorati i diritti umani, in special modo quelli delle donne e dei bambini.

## Morte e commemorazione
Venerdì 28 gennaio 2011 Hamida Barmaki, il marito Masood Yama (n. 1968) - medico presso l'Ospedale Sardar Mohammad Daoud Khan, Direttore di monitoraggio e valutazione del Vice Ministro delle Finanze e Consulente nazionale del Cluster Secretariat – e i loro quattro figli, Narwan Dunia (n. 1995 ), Wira Sahar (n. 1997), Marghana Nila (n. 2000) Belal Ahmad (n. 2007) sono stati uccisi in un attacco suicida al supermercato "Finest" di Kabul. Almeno altre due persone hanno perso la vita nell'attentato e diciassette sono rimaste ferite. Tra i morti c'era una giovane donna giudice di nome Najia, figlia di Siddiqullah Sahel, che aveva conosciuto Hamida tramite il programma di formazione giudiziaria organizzato dal Max Planck Institute (MPIL), che la professoressa Barmaki aveva coordinato per la Corte Suprema dell'Afghanistan nel 2009. Sia Hezbi Islami che i Talebani hanno rivendicato la responsabilità dell'attentato, ma l'assassino potrebbe anche appartenere alla rete di Haqqani o ad un'altra organizzazione terroristica. L'attacco è avvenuto in modo inaspettato, poiché  questi incidenti in Afghanistan accadono raramente durante il fine settimana. Si è anche ipotizzato che l'assassino, non identificato, avesse inizialmente pianificato di uccidere un politico di alto rango e avesse scelto il supermercato per caso, in seguito al fallimento del piano iniziale. I commentatori hanno aspramente criticato il fatto che il governo afgano sia stato apertamente coinvolto in "colloqui di pace" con le organizzazioni che hanno rivendicato la responsabilità di questo atto di estrema violenza contro i civili.
Hamida Barmaki ha lasciato i suoi genitori Rahimuddin e Anissa, quattro sorelle e quattro fratelli e la suocera, la famosa senatrice Mahbooba Huqoqmal, membro della Commissione di Vigilanza costituzionale e docente di giurisprudenza . Più di duemila amici e colleghi sono giunti al Cimitero di Shohada-e Salehin per le esequie della famiglia, il 29 gennaio 2011 e oltre 10.000 persone hanno reso loro omaggio in una cerimonia tenutasi nella grande moschea Id Gah di Kabul.
L'AIHRC ha organizzato un'imponente cerimonia commemorativa il 1 ° febbraio 2011. Subito dopo la sua morte, Hamida Barmaki ha cominciato ad essere ricordata come una shahīd (martire). Tuttavia, ci sono anche voci che si esprimono contro l'uso di questo termine, che è parimenti impiegato da organizzazioni terroristiche e non riflette il carattere pacifico e tollerante di Hamida Barmaki. Va sottolineato che la discussione sulla sua memoria mostra che Hamida sta diventando una figura simbolo in Afghanistan.

## Principali pubblicazioni
2008 - Diritto delle obbligazioni (opuscolo didattico, Università di Kabul 2008)
2007/2008- Cause di instabilità politica e possibili opzioni per il miglioramento in Afghanistan (Centro Nazionale per la Ricerca Politica, Università di Kabul)
2006 - I diritti delle donne nell'Islam e negli Statuti dell'Afghanistan (opuscolo, pubblicato nel giugno 2006 da The Asia Foundation, Kabul).
2005 - Il ruolo delle donne nella ricostruzione dell'Afghanistan, l'integrazione delle donne nel mercato del lavoro, l'esilio e lo sviluppo delle TIC (master tesi di laurea, Università di Bologna, Italia).
2007 – I diritti politici delle donne nell'Islam (articolo, pubblicato su Hoquq Magazine della Facoltà di Giurisprudenza e Scienze Politiche).
2006 - Reba e le ragioni della sua prevenzione (articolo, pubblicato nella rivista Adalat del Ministero della Giustizia).
2006 - Contratti individuali (articolo, pubblicato sulla rivista Hoquq della Facoltà di Giurisprudenza e Scienze Politiche).
2004 - Violenza contro le donne (articolo, pubblicato in Human Rights Magazine, Kabul).
2004 – Il gergo politico della Costituzione e l'accordo di Bonn (Centro Nazionale di politica e ricerca, Università di Kabul)
2004 - La poligamia (articolo, pubblicato da Human Rights Magazine, Kabul).
2004 – I diritti politici delle donne afgane (articolo, pubblicato da Human Rights Magazine).
2003 - Approcci pacifici verso la risoluzione dei conflitti (articolo, pubblicato dal CICR Magazine, Kabul).
2002 - Interpretazione degli Statuti (tesi accademica, pubblicata dalla Kabul University).
1993 - Il ruolo delle donne nella ricostruzione sociale dell'Afghanistan (pubblicato in Afghanistan-i-Fardah booklet).
1991 – La rapina nell'indagine criminale (articolo accademico, pubblicato dalla Kabul University).